# Chromogobius
A Chromogobius a csontos halak (Osteichthyes) főosztályának a sugarasúszójú halak (Actinopterygii) osztályába, ezen belül a sügéralakúak (Perciformes) rendjébe, a gébfélék (Gobiidae) családjába és a Gobiinae alcsaládjába tartozó nem.

## Rendszerezés
A nembe az alábbi 3 faj tartozik:
- Chromogobius britoi Van Tassell, 2001
- Chromogobius zebratus (Kolombatovic, 1891)
- négycsíkos géb (Chromogobius quadrivittatus) (Steindachner, 1863) - típusfaj